# Флаг сельского поселения Синьковское
Флаг муниципального образования сельское поселение Си́ньковское Дмитровского муниципального района Московской области Российской Федерации — опознавательно-правовой знак, служащий официальным символом муниципального образования.
Флаг утверждён 14 августа 2007 года решением Совета депутатов сельского поселения Синьковское № 15/7 и 9 ноября 2007 года внесён в Государственный геральдический регистр Российской Федерации с присвоением регистрационного номера 3714.

## Описание
Описание флага, утверждённое решением Совета депутатов сельского поселения Синьковское от 14 августа 2007 года № 15/7, гласило:
Прямоугольное полотнище с соотношением ширины к длине 2:3, разделённое по горизонтали на три полосы: синюю (в 7/20 ширины полотнища), белую (в 3/10 ширины полотнища) и зелёную (в 7/20 ширины полотнища); на синей полосе изображена белая раскрытая книга, на белой — княжеская корона в центре, выполненная жёлтым, синим, малиновым и белым цветами и стилизованный горностаевый мех вокруг неё; на зелёной — три жёлтых снопа, сложенных веерообразно и перевязанных лентой того же цвета.
24 ноября 2011 года, решением Совета депутатов сельского поселения Синьковское № 121/32, было утверждено новое Положение о флаге муниципального образования, которым, среди прочего, было утверждено новое описание флага муниципального образования Синьковское:
Прямоугольное, двухстороннее полотнище с соотношением ширины к длине 2:3, состоящее из трёх горизонтальных полос (ширины которых соотносятся как 7:6:7) синего (вверху), белого (в середине) и зелёного (внизу) цветов; в центре синей полосы — раскрытая книга белого цвета, в центре белой полосы — геральдическая княжеская шапка, выполненная жёлтым, синим, малиновым и белым цветами и геральдический горностаевый мех в виде многочисленных стилизованных крестов чёрного цвета вокруг неё; в центре зелёной полосы — три снопа жёлтого цвета, сложенных веерообразно и перевязанных лентой того же цвета.

## Обоснование символики
Флаг разработан на основе герба, который языком символов и аллегорий отражает исторические, культурные и природные особенности поселения.
Изображение горностаевого меха и короны — символов из флага Дмитровского района символизирует принадлежность Синьковского Дмитровской земле и неразрывность их истории.
Символика фигур флага многозначна:
— жёлтые (золотые) колосья аллегорически символизируют три сельских округа: Синьковский, Кульпинский и Бунятинский, объединившиеся в одно сельское поселение.
Жёлтые колосья и зелёный цвет — символ природы, здоровья, молодости, жизненного роста и плодородия символизирует не только развитое сельское хозяйство, ставшее основой экономики сельского поселения, но и природу. Жёлтый цвет (золото) — символ урожая, богатства, стабильности, уважения, солнечного света и энергии.
Сочетание зелёного и синего цветов символизирует природные особенности сельского поселения. Здесь расположена Клинско-Дмитровская гряда, отличающаяся особой живописностью холмистой местности покрытой лесными массивами и пересечённой многочисленными ручьями и мелководными речками.
Раскрытая книга — символ знания, указывает на наличие сельскохозяйственных образовательных учреждений: Яхромского аграрного колледжа, выпускники которого работают на территории всех бывших союзных республик и Учебно-методический центр среднего профессионального образования, который является структурным подразделением Министерства сельского хозяйства.
Белый цвет (серебро) — символ чистоты, совершенства, мира и взаимопонимания.
Синий цвет — символ чести, благородства, духовности и возвышенных устремлений.